# Dono Manga
Donomanga  è un comune del Ciad situato nel dipartimento di Manga, provincia di Tandjilé.
È capoluogo del dipartimento.